# National Semiconductor SC/MP

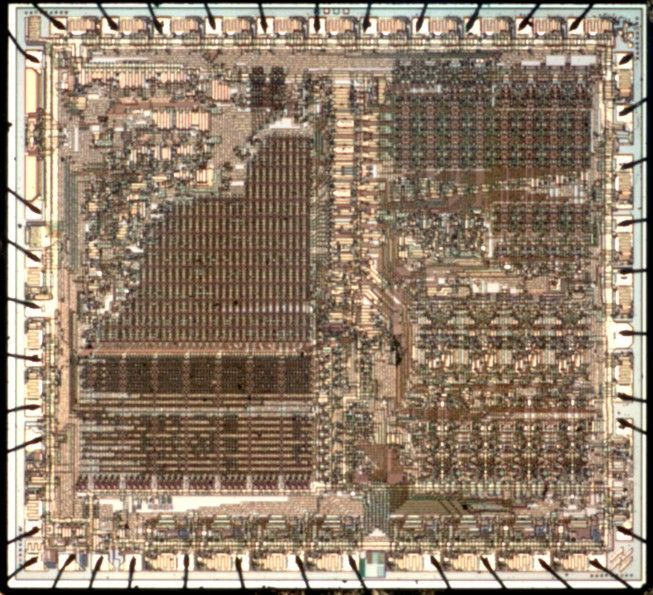
Chip de PMOS SC/MP (ISP-8A/500)

O SC/MP de National Semiconductor é um dos primeiros microprocesadores, e esteve disponível desde princípio de 1974. O nome SC/MP (pronounciado "Scamp") é o acrónimo de: Simples Cost-effective Micro Processor (Microprocesador simples e rentável).
Apresenta um barramento de direcções de 16  bits e um barramento de dados de 8 bits. O contador de programa tem um reinicio de 12 bits (4096), dispõe de instruções separadas para alterar o contador do programa activando os  4 bits de maior peso, que posteriormente se enviam ao barramento de direcções junto com os sinais de estado. Isto proporciona um mapa de cor de 16 páginas, a cada uma de 4 Kilobytes.
Contém um acumulador (AC) de 8 bits, um registro de estado de 8 bits; um registro de extensão (Ex) de 8 bits, que funciona como I/Ou série e proporciona a deslocação para certos direccionamentos; três registros de índice (IX0 IX1 IX2), de 16 bits e o contador de programa (PC), mas não ponteiro de pilha, conquanto se pode utilizar qualquer índice para gerir pilhas eficientemente.

## Características incomuns do SC/MP
Uma característica avançada para seu tempo, é a capacidade de libertar os barramento, a fim de que possam ser compartilhados por vários processadores. Na  datasheet  mostra uma implementação com três SC/MP numa configuração multi-processador.
SC/MP incrementa o contador de programa antes de procurar a instrução, de maneira que em reset começa a executar instruções desde a 0001. Isto também deve se ter em conta para o cálculo das deslocações, já que a deslocação se acrescenta ao contador de programa que segue apontando à localização das deslocações e não à próxima instrução.
Para minimizar a quantidade de chips nos aplicativos de controle dispõe de uns pines primeiramente / saída serial dedicada para permitir a implementação de comunicações serial no software sem necessidade de uma UART (esta prestação será retirada no último SC/MP III).

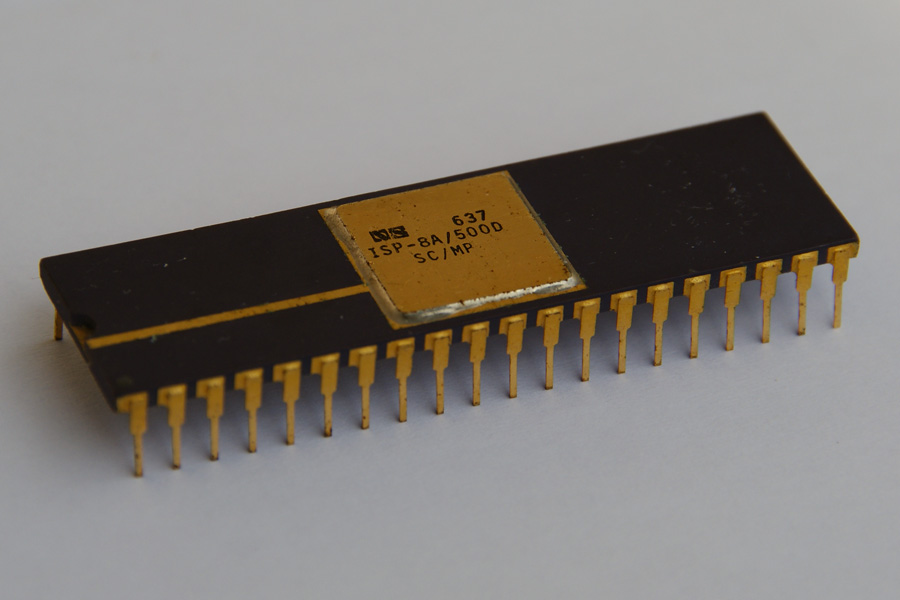
SC/MP ISP-8A/500D em 40-Pin Dual in-line package

## Implementações
- ISP-8A/500 SC/MP-1 a 1 MHz, primeira implementação (pMOS)
- INS 8060 ISP-8A/600 SC/MP-2 a 4 MHz (internamente 2 MHz) primeiro versão nMOS (alimentação de +5V)
- INS 807x SC/MP-3 a 4 MHz (internamente 2 MHz) inclui variações com até 4 KB ROM (opcionalmente BASIC (NIBL) incorporado)

## Usos
Em 1978, a banda de rock Establishment (Khris Kartoffel, Hugh Techtic e Yantar Schmiddtt) utilizaram o sistema de duas placas e ecrã de LEDs do sistema baseado em SC/MP publicado na revista Elektor (junto com um amplificador conectado ao microprocesador pelo pin serial) para criar o seu primeiro álbum, "Odin Session".